# سراديب الموتى في باريس

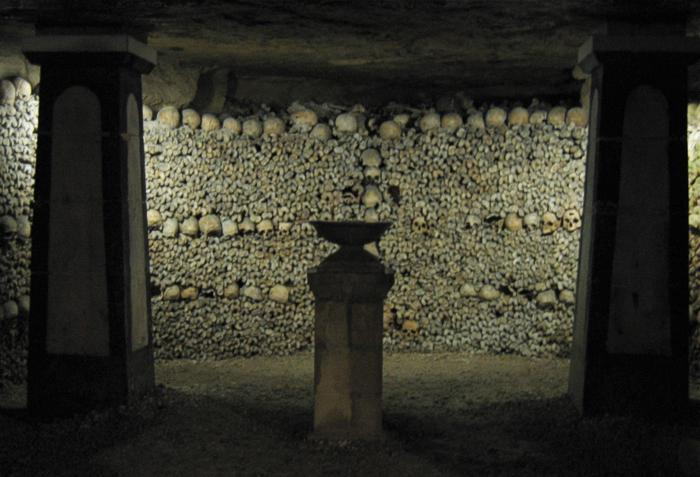

سرداب الموتى في باريس أو كاتاكومب باريس (بالفرنسية: Catacombes de Paris) هي سراديب للموتى في مدينة باريس في فرنسا وهي مقبرة لعظام الموتي تحت الأرض وتضم رفات ما تقرب من 6 ملايين شخص. ويطلق عليها أكبر مقبرة في العالم
تحت شوارع ومباني مدينة باريس بعمق 20 متر ترقد شبكة أنفاق يبلغ طولها حوالي 350 كم، البعض يشبه باريس بجبنة «الغرويير» Un Gruyère  المشهورة بالعدد الكبير من الثقوب عليها، يعود تاريخ إنشاء هذه الأنفاق إلى القرن الثاني عشر كمقالع تحت الأرض للحجارة التي استخدمت لبناء المدينة، لتُغلق بعد ذلك غلقها وتُنسى، ثم بعد ذلك وقبل الثورة الفرنسية بوقت قريب وفي آواخرالقرن الثامن عشر- سنة 1786- حوّل جزأ من هذه الأنفاق كمستودع لكم هائل من عظام الموتى التي نقلت من المقابر الباريسية بعد أن عرفت في تلك الفترة اكتظاظ شديد شكّل تهديدا للصحة العامة.
نُقلت بقايا عظام 6 ملايين إنسان إلى داخل هذه السراديب مابين آواخر القرن الثامن عشر وأواسط القرن التاسع عشر لتشكّل بذلك واحدة من أغرب الأماكن التي أنشأها الإنسان على الأرض يمكن زيارتها، إنها «الكاتاكومب» Les Catacombes نسبتا إلى المدافن  التحت أرضية التي إستخدمها الرومان قديما.
«الكاتاكومب» تعتبر واحدة من أماكن الجذب السياحي في العاصمة الفرنسية، فعدد الزوار سنويا يبلغ 300.000 زائر، لكن جزأ صغير فقط من هذه الأماكن مفتوحاً للزوار ليبقى الجزء الأكبر ممنوع على العامة، رغم هذا نجد هواة يغامرون باستكشاف الأماكن المجهولة داخل هذه السراديب، بالنسبة للأماكن المفتوحة للسياح  تبدأ الرحلة من أحد المداخل في ساحة دونفير- روشيرو Place Denfert-Rochereau، يقطعون خلالها مسافة 2 كم، مدة الزيارة 45 دقيقة، ثم يكون مكان الخروج عند هذا العنوان: 36 شارع «ريمي ديمونسال»Rue Rémy Dumoncel، الدخول ممنوع على الأشخاص الذين لديهم مشاكل في التنفس أو القلب، والأطفال أقل من 14 سنة وحدهم، تبلغ درجة الحرارة في الداخل 14 درجة مئوية، يبلغ متوسط ارتفاع سقف الأنفاق 1.8 متر، يشاهد الزوار خلال هذه الرحلة أكداس من العظام والجماجم البشرية فوق بعضها البعض مرصوفة على الجدران (شاهدوا الصور)، أمام أكوام العظام هذه وضعت لافتات قديمة مصنوعة من الحجر تبيّن المكان الأصلي الذي أتت منه هذه العظام كإسم المقبرة وعنوانها.
هناك فرقة شرطة مهمتها الحرص على احترام القوانين وتعقب المتسللين داخل هذه السراديب  تسمى «كاتافليك» Cataflics، ومن جهة أخرى نجد هواة استكشاف السراديب تحت مدينة باريس والذين يسمون الكاتافيل Cataphiles، الشرطة تطارد هؤلاء باستمرار، وهم يغامرون بأنفسهم داخل متاهة الأنفاق المتشابهة والمتشابكة كأنها متاهة كبيرة تحت الأرض بعمق يصل حتى 25 متر أحيانا متجاوزا بذلك العمق الذي تكون عليه أنفاق الميترو ومجاري الصرف الصحي، يختارون أولا فتحة الدخول إلى الأنفاق، بعض هذه الفتحات تجدها في الشارع تشبه تلك الخاصة بمجاري الصرف الصحي بأغطيتها المعدنية وهناك مداخل كبيرة بأبواب كتلك التي سبق ذكرها في الجولة السياحية، السلطات تقوم بغلق الفتحات التي تشبه فتحات الصرف الصحي عن طريق لحم الحواف المعدنية لغطاء الفتحة، لكن «الكاتافيل» ينجحون في اكتشاف مداخل جديدة ويبقون على سرية اكتشافهم، بعد الوصول إلى الأنفاق عبر السلالم الطويلة  يتجولون حاملين معهم مصابيح صغيرة وخريطة الأنفاق، يصلون أحيانا في جولاتهم إلى مناطق يكونون فيها مضطرين للمشي بظهر منحني لمئات الأمتار أو حتى الزحف على البطن، يخوضون في المياه التي تغمر ممرات أخرى، يحرصون على ترك معالم خاصة في طريقهم فحتى ولو كانت معهم الخرائط فمن الممكن أن يكون مصيرهم الضياع داخل الأنفاق، وفي حالة الضياع لاتنفع أي وسيلة إتصال في الأسفل مع العالم الخارجي فالمكان خارج مجال تغطية الهاتف النقال ولا يمكن استخدام أجهزة الراديو أو نظام «الجي بي آس» GPS، وقد حدث بالفعل أن ضاع أحد أفراد «الكاتافيل» المبتدئين سنة 2008  لمدة يومين تحت الأرض قبل أن يُعثر عليه من فرقة الشرطة في حالة يرثى لها من الجفاف وسط الظلام الحالك، ذكرت هذه القصة واحدة من أفراد الشرطة في ريبورتاج تلفزيوني، خطر آخر يواجه مستكشفي السراديب وهو احتمال حدوث انهيار الصخور والتربة فوقهم، رغم كل هذه المخاطر فإن حالة الصمت والهدوء التام التي يمنحها المكان تجذب البعض إليه، وربما كذلك حب المغامرة لدى البعض الآخر هو الدافع الأساسي لاكتشاف خبايا المكان.
رصف العظام والجماجم البشرية فوق بعضها البعض  في أنفاق تحت الأرض بعمق أمتار، وسط الظلام بمصابيح قديمة تعطي ضوء ضئيل خاصتا في بدايات نقل العظام، ربما يكون هذا العمل واحد من بين أصعب الأعمال التي يمكن أن يقوم بها الإنسان، المصور الفوتوغرافي الفرنسي نادر وثّق هذه الأشغال في مرحلتها النهائية سنة 1861، في تلك الفترة كان الأمر يستغرق 20 دقيقة من أجل أخذ صورة لهذا استخدم «نادار» دمى ثابتة لالتقاط هذه الصور.